# Пйотр Бартиновський
Пйотр Лукаш Бартиновський (пол. Piotr Łukasz Bartynowski; 15 жовтня 1795, Краков — 23 грудня 1874, Краков) — професор права Ягеллонського університету, у 1853—1860 роках куратор, а в 1860—1861 роках його ректор.
Вивчав право в Кракові, Берліні та Вроцлаві. У 1817 році розпочав судову практику в Кракові, а в 1821 році став суддею. У 1825 році йому було присвоєно звання доктор юридичних наук, а в 1826 році призначено довічним прокурором суду. У 1829 році він зайняв кафедру римського права. У той час він також був обраний від імені університету до Правлячого Сенату Вільного міста Кракова. У 1833 році став сенатором і головою суду, в 1842 році головою апеляційного суду. У 1848 році він був головою комітету, який розробляв проект реорганізації судів. У 1855 році він залишив посаду голови суду, він залишився в ньому першим радником і отримав титул судового радника. У 1862 році вийшов у відставку та нагороджений орденом Леопольда. Був членом Краківського наукового товариства, а після створення Академії знань у 1872 році — членом-кореспондентом.
У 1829 році одружився в Кракові з Теодорою Костецькою (1808—1883), дочкою Францишека Єжи (1858—1844), археолога, професора Ягеллонського університету. Похований разом з дружиною на Раковицькому цвинтарі у Кракові.